# Викторов, Сергей Павлович
Серге́й Па́влович Ви́кторов (10 февраля 1916, Москва — 14 апреля 1977, Москва) — советский художник, живописец, мастер портретов, исторических композиций, пейзажа.

## Биография и Творчество
Родился 10 февраля 1916 года в Москве в семье служащего. Способности и увлеченность живописью проявились у него в детском возрасте. Первым наставником Викторова был школьный учитель Вячеслав Павлович Бычков (ученик В. А. Серова и Н. А. Касаткина). В 1931 году Викторов поступил в Московское художественное училище памяти 1905 года, которое закончил в 1936 году. В феврале 1935 года для преподавания живописи на вновь созданное отделение станкового искусства был приглашен выдающийся русский художник и теоретик живописи Н. П. Крымов, чья теория тона оказала на Викторова большое влияние. Собственный путь в искусстве молодой художник нашел самостоятельно, но всегда следовал учителю в точности передачи колористического богатства окружающего мира.
Несмотря на слабое здоровье, дававшее ему право на освобождение от воинской службы, Викторов добровольцем ушел на фронт и сражался до самого конца Великой Отечественной войны. За участие во взятие Великолукской крепости он был награждён орденом Отечественной войны. После окончания войны Викторов работал в студии военных художников им. М. Б. Грекова. В 1945 году он был принят в члены Союза Художников СССР. Картины Викторова экспонировались на многих Всесоюзных художественных выставках, в том числе на персональнаой выставке 1977 года.
Сергей Павлович Викторов вписал свою, яркую страницу в историю русской живописи. За свою жизнь живописец создал множество портретов современников. Среди них портреты актера и режиссёра С. М. Михоэлса, народной артистки СССР В. Н. Пашенной, народного артиста СССР М. М. Тарханова, хирурга, академика Н. Н. Бурденко, генерала А. И. Родимцева, поэта В. И. Стражева, поэта Е. С. Елисеева, писателя-фантаста А. П. Казанцева, художника Ф. П. Глебова, художника Н. И. Цейтлина.
Особое место в творчестве художника занимает жанр исторического портрета: «А. В. Суворов в селе Кончанском» (Центральный музей Вооруженных Сил, Москва), «Штаб Октября (Перед Штурмом)»(Музей Революции СССР, Москва), «Редакция газеты „Правда“ в 1917 году» (Музей Революции СССР, Москва), «В. В. Маяковский в „ОКНАХ“ РОСТА»" (Государственная картинная галерея СССР (Третьяковская Галерея на Крымском Валу), Москва), «Александр Блок „Двенадцать“» (Государственная картинная галерея СССР (Третьяковская Галерея на Крымском Валу), Москва), «Сергей Есенин» (Музей-заповедник С.Есенина, село Константиново).
Мастер композиционного портрета, Викторов, много работал над пейзажем и натюрмортом. В этом жанре написаны такие известные работы как «Старые книги», «Пристань в Луневе на Волге», «Улица Горького в сумерки».

## Галерея
- Старые книги, 1947
- В.В. Маяковский в «ОКНАХ РОСТА», 1949
- Портрет Л.Д.Несмеяновой, 1951
- Пристань в Луневе на Волге, 1966
- «Штаб Октября (Перед штурмом)», 1956. Марка 1987 года